# 真玉螺
真玉螺（学名：Eunaticina papilla）:175，又名乳头玉螺或乳头窦螺，是玉螺科真玉螺属的一种。

## 型態描述
殼高約2.3公分，貝殼卵形、白色，活殼有淡黃色薄殼皮，殼表密布細螺溝，臍孔小，殼口大，口蓋角質透明，薄而淡黃色，比殼口小得多。

## 分佈
主要分布于韩国、中国大陆的黃渤海、東中國海至南中國海、台湾本島及小金門、马来西亚、印度尼西亚、阿拉伯半島東部及紅海，常栖息在潮间带或低潮区至水深20米。

## 外部連結
- 維基物種上的相關：真玉螺